# Guamiche

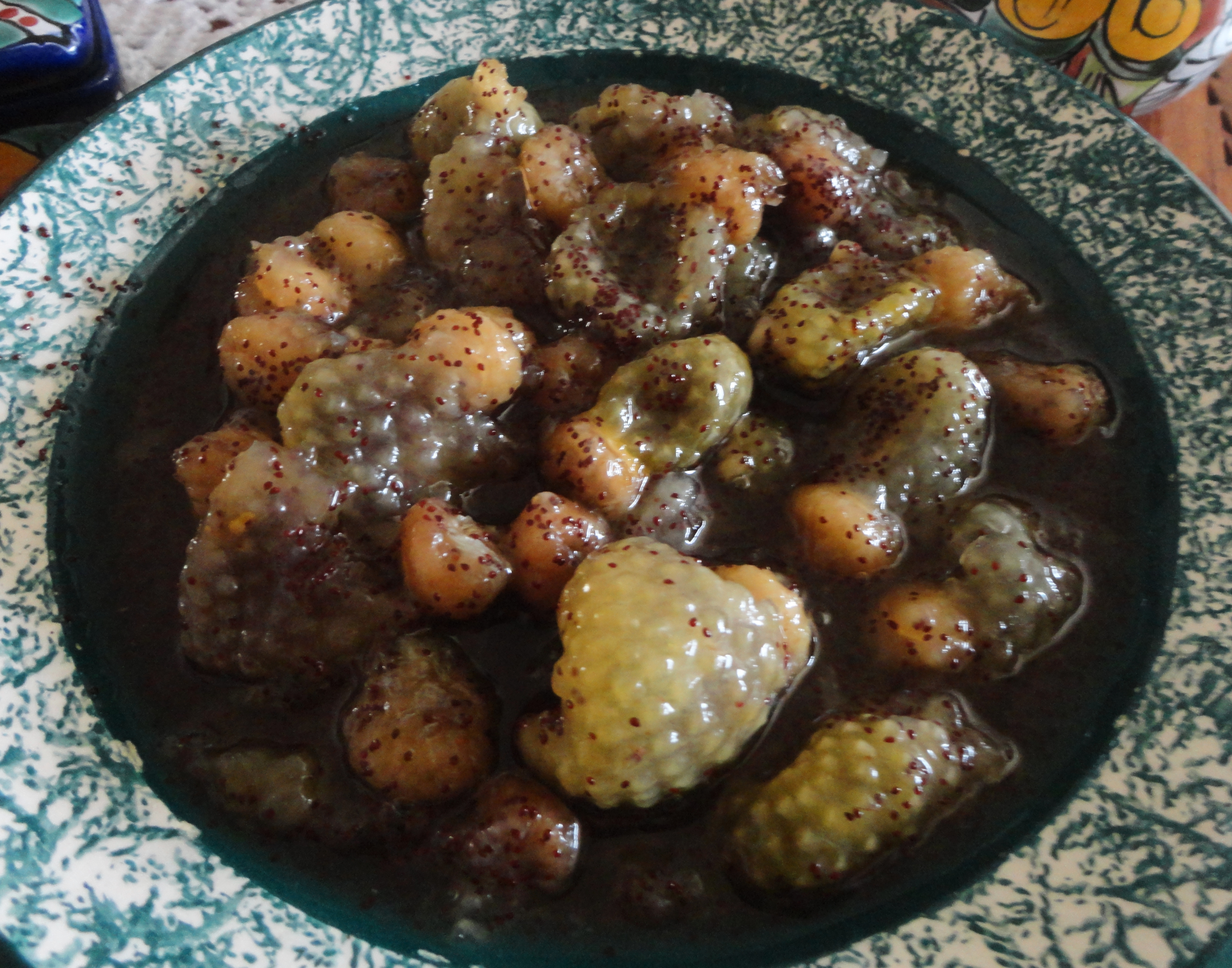
Borrachita o guamisha

El guamiche es el fruto de una de las cactáceas conocidas popularmente como biznagas; es similar a pequeñas tunas de sabor ácido. 
Se conoce como fruta "borracha" o "borrachitas", debido a que  el fruto al llegar a su madurez, produce alcohol.  Así que se debe consumir antes de madurar.
Crecen de manera silvestre entre la primavera y el verano  y es originario de  Guanajuato, en México. Tiene propiedades medicinales y gastronómicas.

## Uso en medicina popular
Se usa para curar dolores fuertes como los cólicos y los dolores de cabeza. También se usa como antiséptico y anticonceptivo.

## Uso gastronómico
Se usa para elaborar, helados, agua fresca, o simplemente cocinado con azúcar como una compota, también se pueden hacer salsas.
- Datos: Q5887114